# Ramaderia bovina

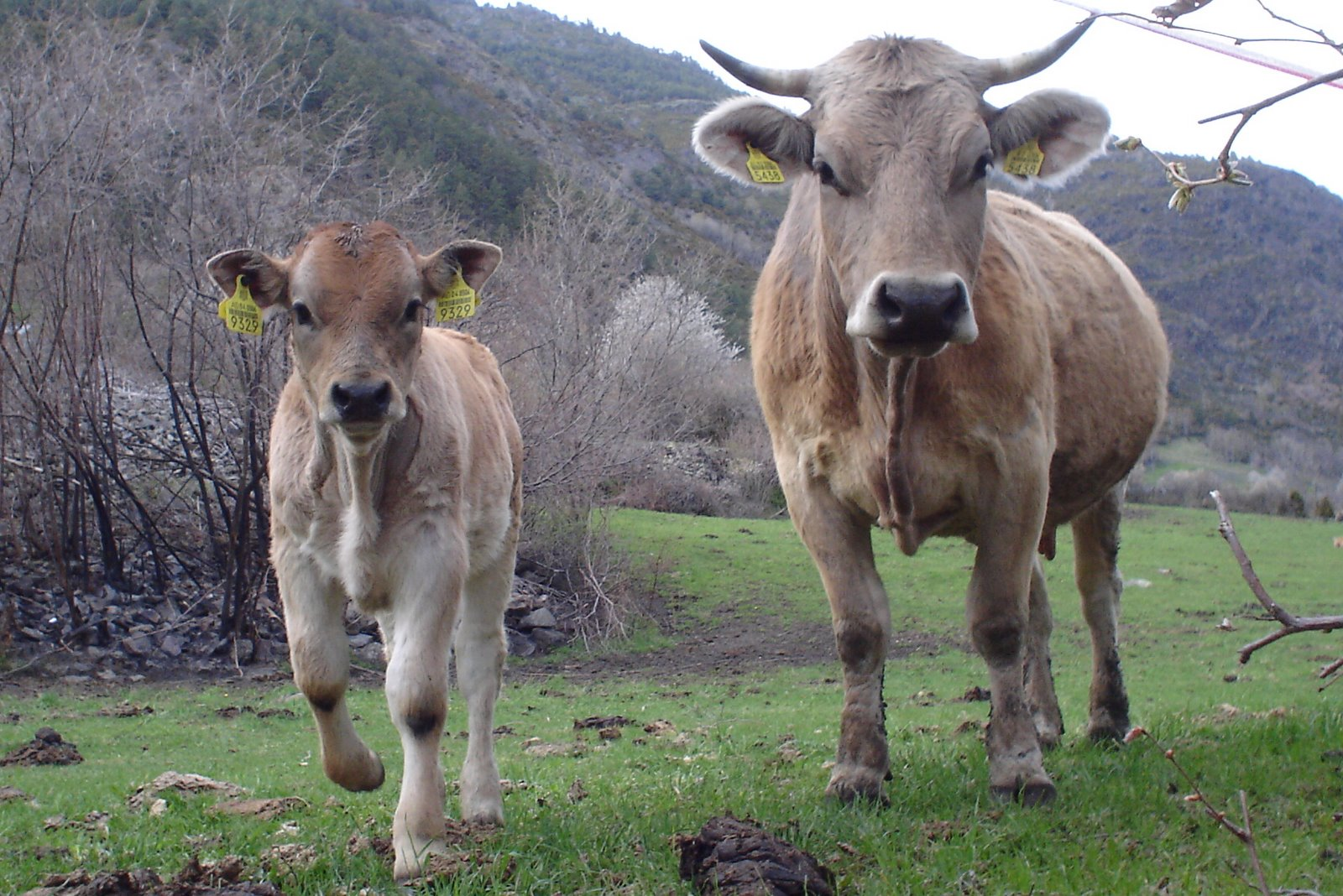
Vaca i vedell

La ramaderia bovina consisteix en el conjunt de totes les activitats i tasques relacionades amb la ramaderia, és a dir, la cria i comerç de bestiar, i concretament aquelles que tenen per objecte al bestiar boví, ja sigui de caràcter tranhumà o en estabulació, ja sigui total o lliure. És durant el Neolític apareixen les primeres formes de ramaderia, que en el subgrup boví, es dona tant per l'obtenció d'aliment, com per a la seva explotació en tasques agrícoles i de transport (per exemple, els bous).

## Classificació segons punt de vist econòmic
Segons l'aprofitament principal del que és objecte el bestiar boví, podem diferenciar tres grans grups:
- ramaderia bovina per a carn i llet: principalment, de les espècies bovines, la llet prové de la vaca i el búfal.
- ramaderia només per a carn
- ramaderia per a treball

## Nombre de caps de bestiar boví
Desglossament del nombre mundial de caps de bestiar, l'any 2011:
- Búfals: 173.858.000
- Bovins: 1.376.824.000

## Principals espècies ramaderes bovines
- Toros
- Vaques
- Bous
- Zebús
- Búfals

### Mamífers bovins en la ramaderia
| Animal / Tipus           | Estatus de domesticació | Antecessor silvestre    | Època de la primera domesticació | Àrea de la primera captivitat               | Primers usos comercials | Usos comercials actuals                             |
| ------------------------ | ----------------------- | ----------------------- | -------------------------------- | ------------------------------------------- | ----------------------- | --------------------------------------------------- |
| Bisó americà             | captiu                  | s/d                     | A finals del segle XIX           | Amèrica del Nord                            |                         | carn, cuir,                                         |
| Boví                     | domèstic                | Ur (extingit)           | 6000 aC                          | Sud-oest d'Àsia, Índia, Àfrica del Nord (?) |                         | Carn, llet cuir, animal de tir                      |
| Búfal d'aigua domesticat | domesticat              | Búfal asiàtic silvestre | 4000 aC                          | Àsia del Sud                                |                         | Per a muntar, de tir, carn, llet                    |
| Iac                      | domesticat              | Iac salvatge            |                                  | Tibet, Nepal                                |                         | Carn, llet, llana, per a muntar, de càrrega, de tir |